# Citrus inodora
Espèce
Citrus inodora est un agrume australien sauvage et rare décrit par F.M. Bailey en 1889. Il l'a découvert dans la foret tropicale humide, le long de Harvey's Creek, Russell River, dans le nord du Queensland près de Cairns.
La plante diffère des Microcitrus australiens par ses grandes feuilles, le fruit est comestible, et rareté chez les agrumes, feuilles et fleurs sont réputées inodores.

## Taxonomie
Bailey le décrit comme «ressemblant à un petit citron avec une saveur de lime tropicale».

### Synonymes
Microcitrus inodora (Bailey) Swingle (1915), Pleurocitrus inodora (Bailey) T. Tanaka (1936).

### Nom commun
En anglais Russel River lime est usuel, Large-leaf Australian wild lime et Queensland Wild Lime se rencontrent.

### Citrus maideniana
Karel Domin dans sa Contributions à la flore et à la géographie végétale d'Australie décrit de son côté (1923) Citrus maideniana du nom de J. H. Maiden (synonyme Microcitrus maideniana: Citrus maideniana Domin (1928) synonyme: Microcitrus maideniana (Domin) Swingle (1938), Citrus maidenii., Nom commun Maiden's Australian wild lime. L'espèce décrite provient de la même zone géographique, même distribution, et ne diffère de C. inodora que par l'apex déprimé du fruit.
Il est généralement considéré, notamment par David Mabberley non comme une espèce mais comme une variante de C. inodora: Citrus inodora F.M. Bailey var. maideniana.

## Morphologie
Arbuste d'environ 1 à 3 m de haut, qui vit dans une petite zone des contreforts orientaux de la région des montagnes de Bellenden Ker Range, Mount Bartle Frere (1 622 m) et également de la région de Cape Tribulation, à 120 m d'altitude, en sous bois.
Feuilles avec épines de 4 à 10 mm de long et très acérées à l'aisselle. Limbes environ 7 à 17 cm de long (souvent comparée à celle de l'oranger) et 2,5 à 8,5 cm de large, légèrement dentées (comme une feuille de houx) irrégulièrement, parfois à bases cunéiformes .
Fleurs. Sépales, pétales (6 à 7 mm de long) et ovaire pointillés glanduleux. Tube du calice et lobes d'environ 1 mm de long, étamines nombreuses (plus de 30).
Fruit. Vert jaunâtre, ellipsoïdes, rainuré, long de 3 à 4 cm sur un diamètre de  2,5 à 17 cm. Jus acide. Graines d'environ 5 mm sur 3,5 mm de diamètre dans de la pulpe vésiculaire. Les graines sont tolérantes à la cryoconservation (comme C. garrawayi les mesures de conservation ont donné lieu à une étude systématique, Hamilton et al. écrivent en 2009 que les raines sèches offrent «une stratégie alternative pour la conservation ex situ à long terme de ce précieux matériel génétique».

## Utilisation

### Cuisine
T. K. Lim (2012) écrit: «le fruit peut être utilisé pour faire des boissons ou des confiseries».

### Huile essentielle
En 2000, Shaw et al. ont identifié 51 composants à partir du jus du fruit: limonène (68,5 %), acétaldéhyde (9,4 %), myrcène (1,4 %), hexanal (0,6 %), β-pinène (0,3 %), qui peuvent évoquer Citrus aurantifolia. Le zeste du fruit linalol, neral, geraniol, carvone et perillaldéhyde. Démentant son nom la feuille germacrène D (0,4 à 24 %), germacrène B (1 à 9 %) et bicyclogermacrène (0,9 à 19 %) (Brophy et al., 2001).

## Écologie
La plante est classée vulnérable au titre de la loi de 1992 sur la conservation de la nature (échelon intermédiaire entre En danger et Quasi menacée.